# Khomārlū
Khomārlū (persiska: خمارلو) är en kommunhuvudort i Iran.   Den ligger i provinsen Östazarbaijan, i den nordvästra delen av landet, 500 km nordväst om huvudstaden Teheran. Khomārlū ligger 391 meter över havet och antalet invånare är 1 222.
Terrängen runt Khomārlū är kuperad. Runt Khomārlū är det ganska glesbefolkat, med 29 invånare per kvadratkilometer. Khomārlū är det största samhället i trakten. Trakten runt Khomārlū består till största delen av jordbruksmark.